# Гюльчичек-хатун
Гюльчиче́к-хату́н (осман. گلچیچک خاتون‎ / Gülçiçek Hatun; ум. до 1389 или после 1400) — наложница османского султана Мурада I, мать султана Баязида I.

## Биография
О происхождении Гюльчичек достоверных данных нет. По мнению Энтони Алдерсона и Хита Лоури, она была гречанкой. Недждет Сакаоглу пишет о том, что Гюльчичек была «грекорождённой женщиной с турецким именем, невесткой Орхана Гази, женой Мурада Хюдавендигяра и матерью Йылдырым Баязида». В труде Tarih-i Saf Бостанзаде Яхьи, жившего в XVII веке, есть такая строка: «Женщины были дочерьми стамбульских королей», однако неизвестно, являлась ли Гюльчичек одной из них. Сакаоглу пишет, что автор статьи о Баязиде I в «Исламской энциклопедии» Мюкримин Халил Йинанч сообщает: «Касательно этой женщины в вакуфных документах упоминаются две даты: 791 и 802 года по хиджре. Эти вакуфные документы доказывают, что она была гречанкой по происхождению»; вместе с тем, Йинанч не сообщает, какие именно сведения в вакуфных документах говорят о происхождении Гюльчичек. Сакаоглу также сообщает, что Алдерсон считал возможным правильным вариантом имени матери Баязида I Гёкчичек, хотя учредительные вакуфные документы называют её именно Гюльчичек; кроме того, в дальнейшем некоторые представительницы султанской семьи также носили это имя.
Гюльчичек попала в гарем до 1357 года, поскольку примерно в этот год она родила сына Баязида I.   О дальнейшей судьбе Гюльчичек достоверных данных нет: по мнению Алдерсона, она умерла предположительно до восшествия сына на престол — до 1389 года; при этом Недждет Сакаоглу предполагает, что мать Баязида I могла умереть и после 1400 года и, таким образом, она застала правление сына. Местом её смерти Сакаоглу называет Бурсу — на тот момент уже бывшую столицу Османского государства. Мать султана Баязида I была похоронена в собственном тюрбе в Бурсе; помимо Гюльчичек в тюрбе похоронены ещё три человека, однако идентифицировать их исследователям не удалось.
Э. Х. Айверди в своей книге «Османская архитектура», ссылаясь на работу Камиля Кепеджиоглу 1370 года «Мечети Бурсы», сообщает, что Гюльчичек пожертвовала крупную сумму на постройку месджида Яхши-бея и тюрбе при нём. Однако достоверно неизвестно, была ли это мать Баязида I или другая женщина по имени Гюльчичек. Вероятнее всего, верно последнее, поскольку Кепеджиоглу называет Гюльчичек женой бея Карасы Аджлана (ум. ок. 1325) и матерью Яхши-бея, которая после захвата в 1345 году Карасы Орханом Гази была доставлен в султанский гарем и вышла замуж за Мурада I; маловероятно, чтобы Мурад I женился на вдове, к тому же незнатного происхождения. Недждет Сакаоглу предполагает, что Гюльчичек могла выйти замуж в Бурсе уже после смерти Мурада I за представителя династии Карасыогуллары и родить от него сына Яхши.

## Благотворительность
На собственные средства Гюльчичек открыла религиозный благотворительный фонд, построила мечеть, суфийскую обитель, несколько домов, принадлежавших мечети, и тюрбе в Бурсе. Из всех построек только тюрбе, построенное в 1399—1400 годах, носило имя Гюльчичек; оно несколько раз разрушалось под действием естественных факторов и затем восстанавливалось различными мастерами. Мавзолей с прямоугольным планом, покрытый куполом, также является одним из самым старых захоронений султанской семьи в Бурсе.